# Igal
Igal  este un oraș în districtul Kaposvár, județul Somogy, Ungaria, având o populație de 1.230 de locuitori (2011). 

## Demografie
Componența etnică a orașului Igal
     Maghiari (88,73%)
     Romi (6,34%)
     Germani (4,42%)
     Necunoscut (0,5%)
     Alții (0,5%)
Componența confesională a orașului Igal
     Romano-catolici (58,21%)
     Fără religie (10,33%)
     Reformați (5,04%)
     Luterani (1,54%)
     Necunoscută (23,98%)
     Atei (0,89%)
     Alte religii (0,98%)
Conform recensământului din 2011, orașul Igal avea 1.230 de locuitori. Din punct de vedere etnic, majoritatea locuitorilor (88,73%) erau maghiari, existând și minorități de romi (6,34%) și germani (4,42%). Apartenența etnică nu este cunoscută în cazul a 0,5% din locuitori.  Din punct de vedere confesional, majoritatea locuitorilor (58,21%) erau romano-catolici, existând și minorități de persoane fără religie (10,33%), reformați (5,04%) și luterani (1,54%). Pentru 23,98% din locuitori nu este cunoscută apartenența confesională.